# フェロン

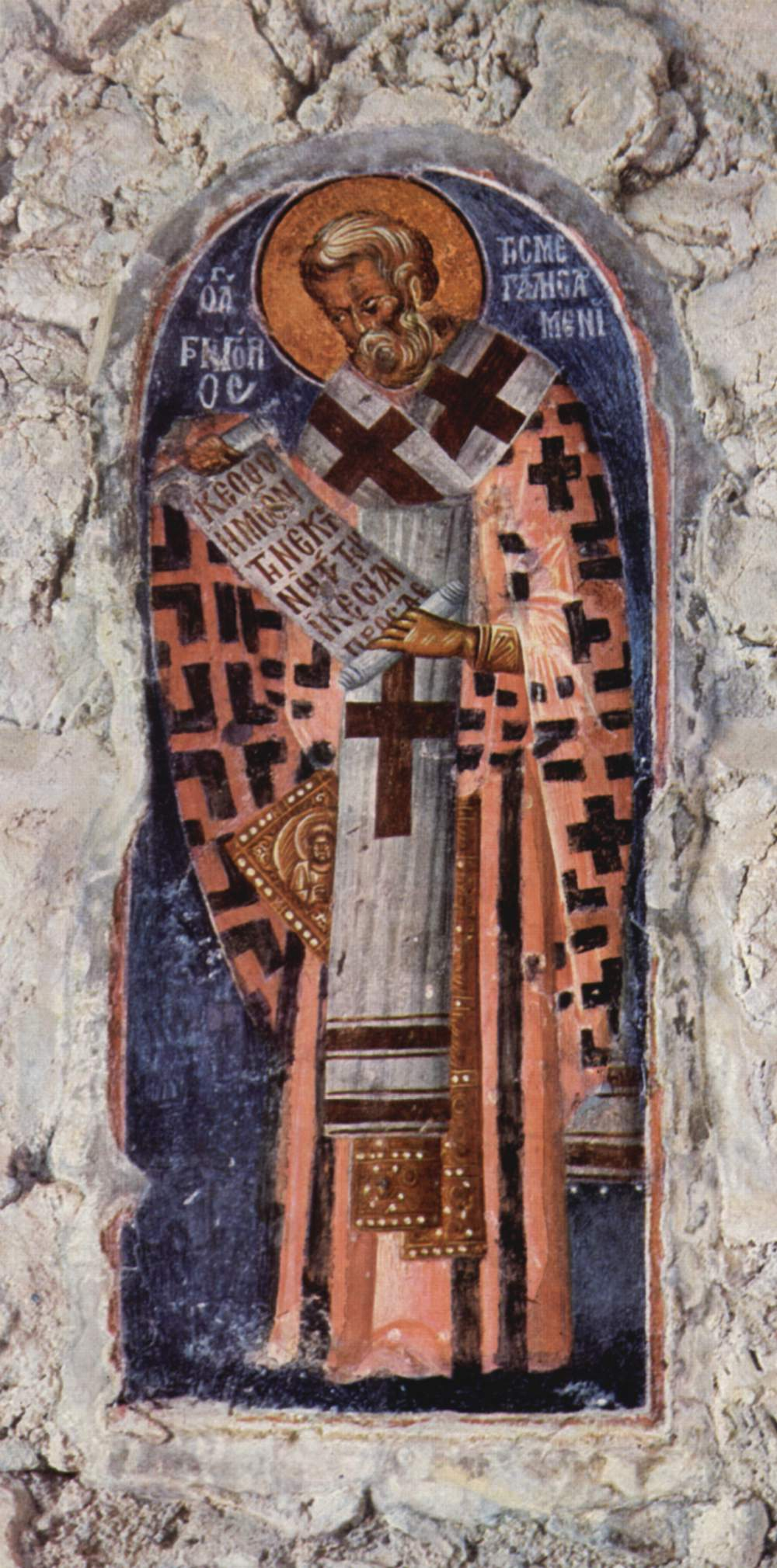
フェロンの一典型をまとうグレゴリウス1世のイコン画（14世紀）

フェロン（ロシア語: фело́нь , ギリシア語: φαιλόνιο フェロニオン）とは、正教の司祭がまとう袖なしの祭服である。ピラトの法廷でイイスス・ハリストス（イエス・キリスト）が身につけた紫衣を象徴化したもの。カトリック教会では、カズラ（チャズブル）に相当する。またフェロンは日本正教会での表記である。ロシアでは、リザともいう。

## 歴史
古代のフェロンは円筒形をしており、頭から足まで全身を覆って、顔を出す穴が開いているだけだった。のちに奉神礼を執り行いやすいものにするため、丈ひもを使って締めたり緩めたりができるようになる。ギリシャ正教会の長衣はフェロンのかつての姿をとどめている。しかし、ロシア正教会ではフェロンは丈の短いものを用いている。時代が下ると、フェロンの肩当てを硬くして、高さをだすようになった。フェロンを着た聖務執行者の肩口が、後ろから見て三角錐や台形の形に持ち上がるようにである。
さまざまな時代で、フェロンは司祭の祭服となってきた。総主教も含めたあらゆる主教にとってもそうである。初めは総主教と府主教が、それから主教たちもやはり上に羽織る祭服であるサッコスを身につけるようになる。今日、フェロンは司祭が着けることが主流になった。

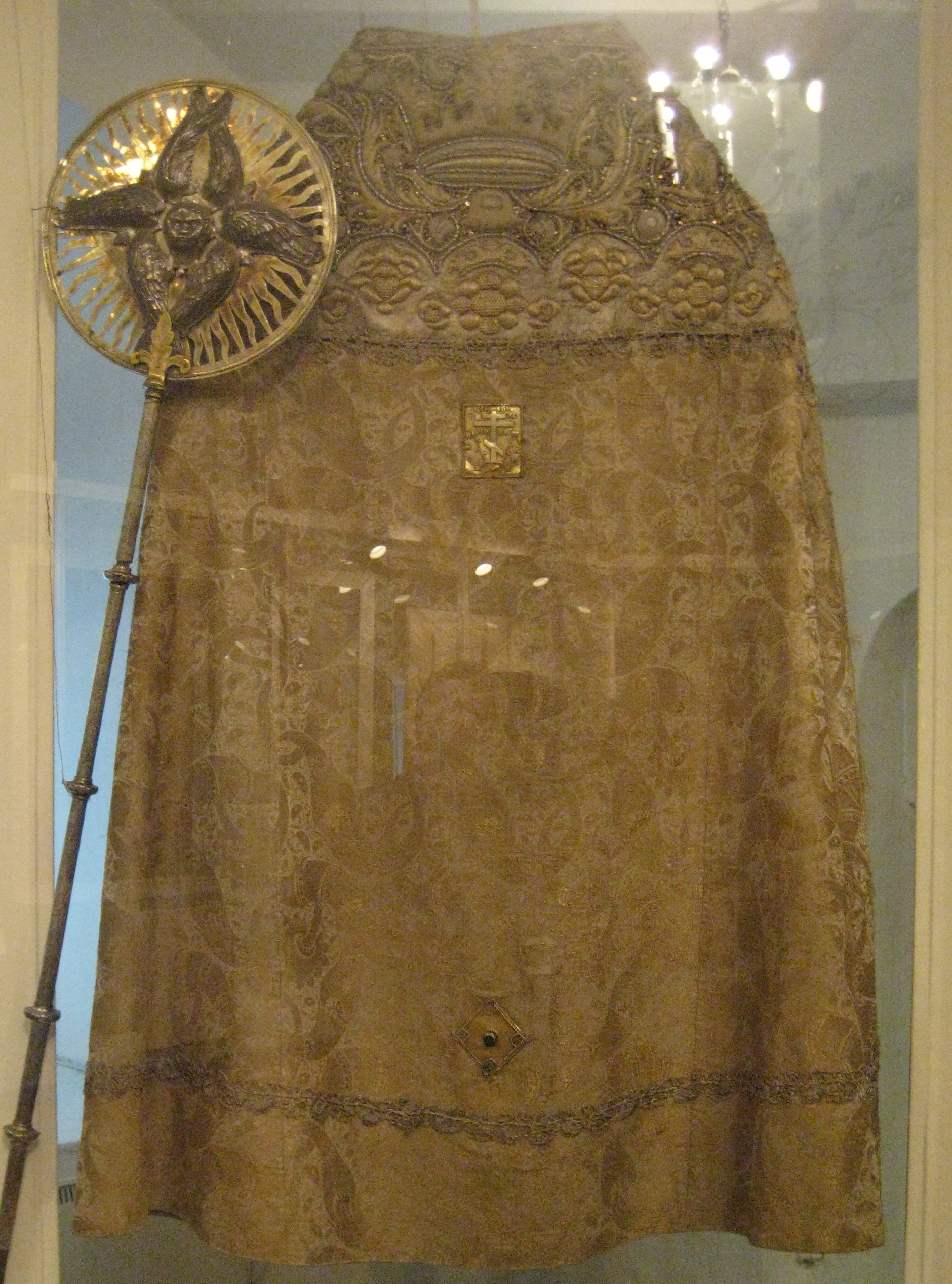
フェロン（18世紀のもの）

16世紀から17世紀にかけて、フェロンにはしばしば重みのある金襴が用いられた。やはりそれらで肩口のところに円錐を作り、高さを生み出すためである。そして、軽い布でも同じようにするために、裏地には硬いカラーが使われた。それは当時のカトリック教会のカッパ・マグナの縫製から借用したものである。誦経者祝福式に際しては、誦経者となる者はさらに丈の短いフェロンを身に着ける。